# Crkva sv. Eufemije u Rovinju
Crkva svete Eufemije (poznata i kao Sveta Fuma) najpoznatiji je spomenik u Rovinju. Na mjestu današnje crkve tada je bila mala crkvica sv. Jurja, na čijem se mjestu u 10. stoljeću počinje graditi nova, veća crkva. Bila je to trobrodna crkva, koja je s vremenom zahtijevala sve više popravaka, pa se Rovinjani odlučuju na gradnju još veće crkve. Crkva je rekonstruirana između 1725. i 1736. godine, u baroknom venecijanskom stilu, po projektu venecijanskog arhitekta Giovannija Scalfarotta, čiji projekt nije u potpunosti zadovoljio građane pa ga je dopunio Giovanni Dozzi. Unutar crkve nalazi se sarkofag kršćanske mučenice Sv. Eufemije, koji je u grad dopremljen 800. godine. Sama crkva je duga 51 metar, a široka 30 metara, visina srednje lađe je 17 metara.

## Povijesni kontekst
Prvi
pronalasci o naselju na području današnjeg Rovinja, jednog od najvećih gradova
Istre, svoje porijeklo nalaze u 
prapovijesnom razdoblju. Arheološki nalasci govore u kontinuiranom razvitku
naselja pa će tako  u prvom i u drugom
stoljeću nakon Krista biti sagrađene villae rusticae. Nešto manje poznati podaci o gradu u ranijim razdobljima s
raspravom o Cissi, razjašnjeni su u šestom stoljeću kad će Anonim Ravenjanin zabilježiti ime grada (Ruvigno/ Ruginio) u Cosmographiji.
U tom će se razdoblju otočić, na kojem nastaje stari grad, organizirati i
stvoriti nove urbane strukture.
Tada nastaju zidine i tri obrambene kule. Stoljeća koja slijede bila su
obilježena vlašću Mlečana koja započinje 1288. i trajat će sve do pada Mletačke Republike
1797. godine. Niz okolnosti utjecat će na formiranje gradske strukture važne za
18. stoljeće, a to je ujedno i vrijeme gradnje najvažnije crkve rovinjske župe
– crkve sv. Eufemije.
Na
samom vrhu grada, na vrhu brežuljka s kojeg se rasprostire panorama na
rovinjske otoke Sv. Andriju i Sv. Katarinu, to jest na mjestu današnje
strukture crkve sv. Eufemije, u 7. stoljeću izgrađena je crkva sv. Jurja.
Crkva sv. Jurja bila je jednostavna i malih dimenzija, ali njen titular neće
biti zaboravljen; Sv. Juraj je i danas konpatron župe te se njegov kip nalazi
na glavnom oltaru. Mjesto izabrano za izgradnju današnje župne crkve uvjetovano
je legendom. Prema legendi, 800. godine u sarkofagu od grčkog mramora
(datiranog u 6. stoljeće) doplivalo je tijelo mlade, lijepe svetice – Sv.
Eufemije Kalcedonske. Sveta Eufemija ili ona
koja dobro govori (grč.), djevica je i mučenica iz Kalcedona iz doba cara
Dioklecijana, koja je nekoliko puta izbjegla smrt da bi na kraju bila
pogubljena 16. ožujka 303. godine zato što se nije htjela pokloniti poganskom
božanstvu.
Nakon što je po predaji dječak sa slabašnim junicama izvukao teški sarkofag iz
mora i ponio ga na vrh brda, isti je sarkofag bio postavljen ispred ondašnje crkve
Sv. Jurja pod privremenim krovom.
Sve
veći broj hodočasnika koji su dolazili vidjeti čudo Sv. Eufemije potaknuo je
gradnju nove, prostranije crkve u 10. stoljeću.
Nova crkva, završena oko 950. godine bila je trobrodna i troapsidalna s
izbočenim polukružnim apsidama. U sredini je bio postavljen sarkofag te su bila
postavljena tri glavna oltara. Bula pape Aleksandra III. iz 1178. godine
proglasila je crkvu kaptolskom.
Crkva iz 10. stoljeća imala je još i kapelu za sarkofag te dva ambona.

## Crkva sv. Eufemije
Niz
popravaka, kupole u lošem stanju i sve veći broj posjetitelja razlozi su koji
su doveli do odluke (8. prosinca 1720.)
da se sagradi velika nova crkva. Podaci o gradnji župne crkve  bili su objavljeni već 1849. godine u
novinama L'Istria. Detaljno i opširno
ih iznosi B. Benussi 1888. godine u knjizi Storia
documentata di Rovigno.
Benussi bilježi kako je prvi projekt bio onaj Giovannija Scalfarotta
iz 1724. godine, kojim građani, bratimi škole sv. Sakramenta i obitelj Caenazzo
te porečki biskup nisu bili zadovoljni. Naime, prema Benussijevim zapisima
Scalfarotto nije projektirao trobrodnu crkvu, a njena izgradnja uvjetovala bi rušenje
crkvice sv. Josipa. Scalfarotto je ustrajao na svom projektu, stoga je odbor za
gradnju 13. travnja 1724. odlučio odbiti projekt i isplatiti arhitekta.
Drugi, realizirani projekt, pripadao je venecijanskom arhitektu Giovanniju
Dozziju. Gradnja župne crkve,
najveće poslije koparske stolnice, započinje gradnjom krovova 1728. godine.
Bočni brod Sv. Eufemije dovršen je 1734. godine, a glavni i bočni brod Sv.
Sakramenta bit će završeni dvije godine poslije.
Crkvena oprema nastajat će usporedno djelovanjem mnogih kipara oltarista,
štukatera i duborezaca. 

### Interijer crkve
Nova
župna Crkva sv. Eufemije je trobrodna s nizom kapela uz bočne brodove.  Srednja je kapela u tlocrtu vidljivo šira od
ostalih. U istočnom dijelu vidljive su tri apside od kojih je ona glavnog broda
nepravilno poligonalna i vidljiva u eksterijeru, dok su bočne ravno zaključene.
Uz sjeverni zid crkve nalazi se i prolaz prema starijem zvoniku, a uz zapadni
zid je pjevalište s orguljama podignuto iznad glavnog ulaza. Trobrodni prostor
crkve određen je trima oltarima, glavnim sv. Jurja, sjevernim sv. Sakramenta i
južnim sv. Eufemije (s gotičkim kipom sv. Eufemije).
Rješenje svetišnog dijela- jedinstven svetišni prostor, odnosno povezanost
prostora glavnog i bočnih brodova, nalikuje onom u Duomu u Udinama
(1706. – 1735.) čiju je pregradnju projektirao venecijanski arhitekt Domenico
Rossi.
Svod međuprostora, kao i svod svetišta ukrašen je štukaturama Lattuge,
venecijanskog majstora. Dok uzdužnu komunikacijsku os čini orijentacija
kretanja i prostora prema svetištu, poprečnu komunikaciju određuju bočne kapele
i njihovi oltari. Uz glavne oltare, u crkvi se nalaze još osam oltara (Oltar
sv. Mihovila Arhanđela, Oltar sv. Petra apostola, Oltar sv. Franje Asiškog,
Oltar Gospe od Krunice, Oltar sv. Roka, Oltar sv. Sebastijana, Oltar sv. Nikole
iz Barija i Oltar Gospe Karmelske ), te
se s jedne strane bočnih brodova nalazi kapela s krstionicom, a s druge kapela
s dva natpisa. Barokni interijer građevine uvelike je određen odnosom
arhitekture i svjetla. Problem osvjetljenja razriješen je prozorskim otvorima u
bočnim kapelama i znatno manjim, starijim prozorskim otvorima u apsidama.
Palladijevski termalni prozori u bočnim apsidama, visoko u glavnoj apsidi, kao
i oni u bočnim kapelama iz vremena su Dozzijeve gradnje.  Ovisno o kutu upada svjetla stvara se cijeli
repertoar svjetlosnih efekata pa će se tako, ovisno o dobu dana, činiti kao da
se profilacije prelijevaju u nijansama. Arhitekt Giovanni Dozzi ne zaboravlja
ni bogati skulpturalni program polikromiranih oltara koji pod svjetlom
ostvaruju posebni ugođaj. Unutrašnjost upotpunjuju skulpturalna djela iz različitih
razdoblja, no oni najvredniji iz 18. stoljeća jesu oltari Girolama Laureata,
orgulje Antonia Barbinija iz 1752. godine te srebrni antependij s reljefom
Angela Scarabella iz 1777. godine. Svod glavnog
broda crkve u kojem se izmijenjuje bačvasti svod i češka kapa predstavlja vezu
između rovinjske crkve i župnih crkava 11. i 12. stoljeća Venecije. Ova shema
proizlazi iz bizantsko romaničke sakralne gradnje. 

### Eksterijer crkve
U
eksterijeru su vidljive preinake koje je Dozzi morao učiniti kako bi ispunio želje
građana. Želeći sačuvati glavnu apsidu, morao je smanjiti visinu glavnog broda.
Izvana je jasno vidljivo da glavni brod crkve nije toliko viši od bočnih, stoga
nema bazilikalno osvjetljenje. Svjetlo dolazi kroz prozorske otvore u bočnim
kapelama. Vanjski plašt građevine nije rađen u cijelosti istodobno, ali izvorno
je zamišljen kao jedinstvena cjelina. Bočna pročelja predstavljaju zrelobarokni
izraz arhitekta Simina Battistelle koji nije dovršio zapadno pročelje. Glavno
pročelje dovršeno je krajem 19. stoljeća, tek 1883. godine
prema projektu inženjera Depozza koji je nastojao povezati vertikalu zvonika i
horizontalu crkve.
Uz
niski korpus crkve, kao vizualni akcent grada javlja se impozantni zvonik crkve s brončanom skulpturom na
vrhu. Zvonik župne rovinjske crkve nastaje prije obnove zdanja. Projektirao ga
je Aleksandar Manipola 1650. godine, a izgradnja je započeta 1654. godine pod upravom
Antonija Fassolla, a trajala je 26 godina. Na zvoniku je još radio Antonio Man, te konačno dovršio
Cristoforo Ballan 1680. godine. Na vrhu zvonika visokog 62 metra (najviši u Istri) nalazi se bakreni kip Sv. Eufemije koji je postavljen 1758. godine na mjesto ranijeg drvenog kipa kojega je 1756. godine uništio udar groma. Skulptura je djelo braće Vicenza i Bista
Vollanija. Današnji kip je visok 4,70 metara.
Crkva
sv. Eufemije, izgrađena u razdoblju od 1725. do 1736. godine, jedna je od
najboljih i najmonumentalnijih primjera baroka u Istri.  U neposrednoj blizini Rovinja nalaze se crkve
s gotovo identičnom organizacijom. Crkve s neposredno osvijetljenim glavnim
brodom javljat će se i kasnije u 18. stoljeću, primjerice kod Giorgia Massaria
prilikom pregradnje katedrale u Kopru (1738.) koji je to ponovio u projektu
obnove Duoma u Cividaleu. Topografska udaljenost crkva u Kopru i Cividaleu, uz
spomenuti Duomo u Udinama i rovinjsku Sv. Eufemiju svjedoči o sličnim
utjecajima. Trobrodnost, kao i način osvjetljenja primjer je poznat iz ranijih
razdoblja, poput onih kasnogotičkih i nešto kasnijih primjera sjevernjačke
crkve dvoranskog tipa. Vladimir Marković ističe pripadnost crkve sv. Eufemije skupini
reprezentativnih građevina sjeveroistočnog Jadrana koje nastavljaju
sjevernjački tip trobrodne crkvene dvorane. Crkva sv. Eufemije u Rovinju
proširuje koncept shvaćanja arhitekture 18. stoljeća na hrvatskom prostoru.
Izmjena prostornih oblika, plastička raščlamba nosača i zidnih ploha te
ujednačen, strog, ali i bogat arhitektonski rječnik govori o novoj koncepciji
nastaloj na našim prostorima. Uz novi koncept, sv. Eufemija zadržava i one iz
ranijih razdoblja. Spajajući lokalnu tradiciju trobrodne crkve, uz talijanske
uzore te ograničena sredstva rovinjske zajednice, u 18. se stoljeću u Istri
uspijeva ostvariti barokni doživljaj i monumentalnu prijestolnicu  za čudesnu gradsku zaštitnicu.

## Orgulje
U crkvi postoji velike taljanske orgulje, koje izgradio je Antonio i Murano Barbini 1757. godine. Glazbalo ima ovu dispoziciju:
| Manual |                    |     |
| 1.     | Principali bassi   | 16′ |
| 2.     | Principali soprani | 16′ |
| 3.     | Ottava             |     |
| 4.     | Decimaquinta       |     |
| 5.     | Decimanona         |     |
| 6.     | Vigesima seconda   |     |
| 7.     | Vigesima sesta     |     |
| 8.     | Vigesima nona      |     |
| 9.     | Trigesima terza    |     |
| 10.    | Trigesima sesta    |     |
| 11.    | Contrabassi        |     |
| 12.    | Ottava Contrab.    |     |
| 13.    | Nečitko            |     |

|     |                      |  |  |
|     |                      |  |  |
|     |                      |  |  |
|     |                      |  |  |
|     |                      |  |  |
|     |                      |  |  |
|     |                      |  |  |
| 14. | Voce umana           |  |  |
| 15. | Flauto reale         |  |  |
| 16. | Corno dolce soprani  |  |  |
| 17. | Corno inglese        |  |  |
| 18. | Viola ai bassi       |  |  |
| 19. | Flauto 8-va soprani  |  |  |
| 20. | Flauto 12-ma bassi   |  |  |
| 21. | Flauto 12-ma soprani |  |  |
| 22. | Flageoletto soprani  |  |  |
| 23. | Tromboncini bassi    |  |  |
| 24. | Tromboncini soprani  |  |  |
| 25. | Violoncello bassi    |  |  |
| 26. | Violoncello soprani  |  |  |
| 27. | Nečitko              |  |  |

## Galerija djela
- Tlocrt Crkve sv. Eufemije, Rovinj, G.Dozzi
- Presjek Crkve sv. Eufemije, Rovinj, G.Dozzi
- Svetište Crkve sv. Eufemije, Rovinj, G.Dozzi
- Glavni brod,Crkva sv. Eufemije,_Rovinj
- Južni bočni brod, Crkva sv. Eufemije, Rovinj
- Južni brod, eksterijer, Crkva sv. Eufemije, Rovinj
- Pročelje iz 19. stoljeća, Crkva sv. Eufemije, Rovinj
- Sjeverni bočni brod, Crkva sv. Eufemije, Rovinj
- Zvonik i sjeverni bočni brod, Crkva sv. Eufemije, Rovinj

## Vanjske poveznice
- Crkva sv. Eufemije - Župa sv. Eufemije, Rovinj  Arhivirana inačica izvorne stranice od 20. listopada 2014. (Wayback Machine)
- Eufemija - Istarska enciklopedija
- Rovinj - Istrapedia
- Eufemija - Istrapedia